# Sport in Kaiserslautern

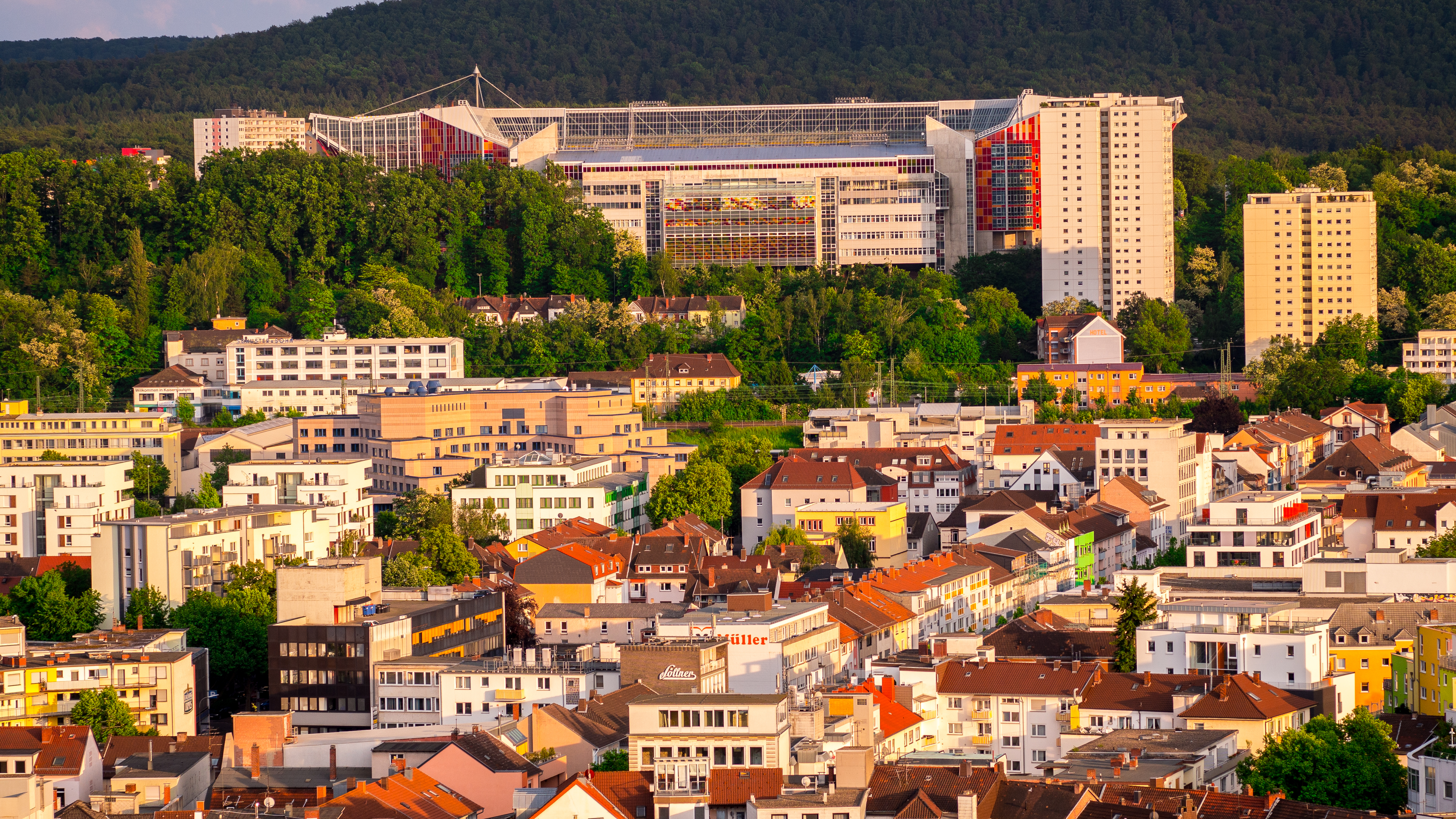
Blick vom 21. Stock des Rathauses zum Fritz-Walter-Stadion

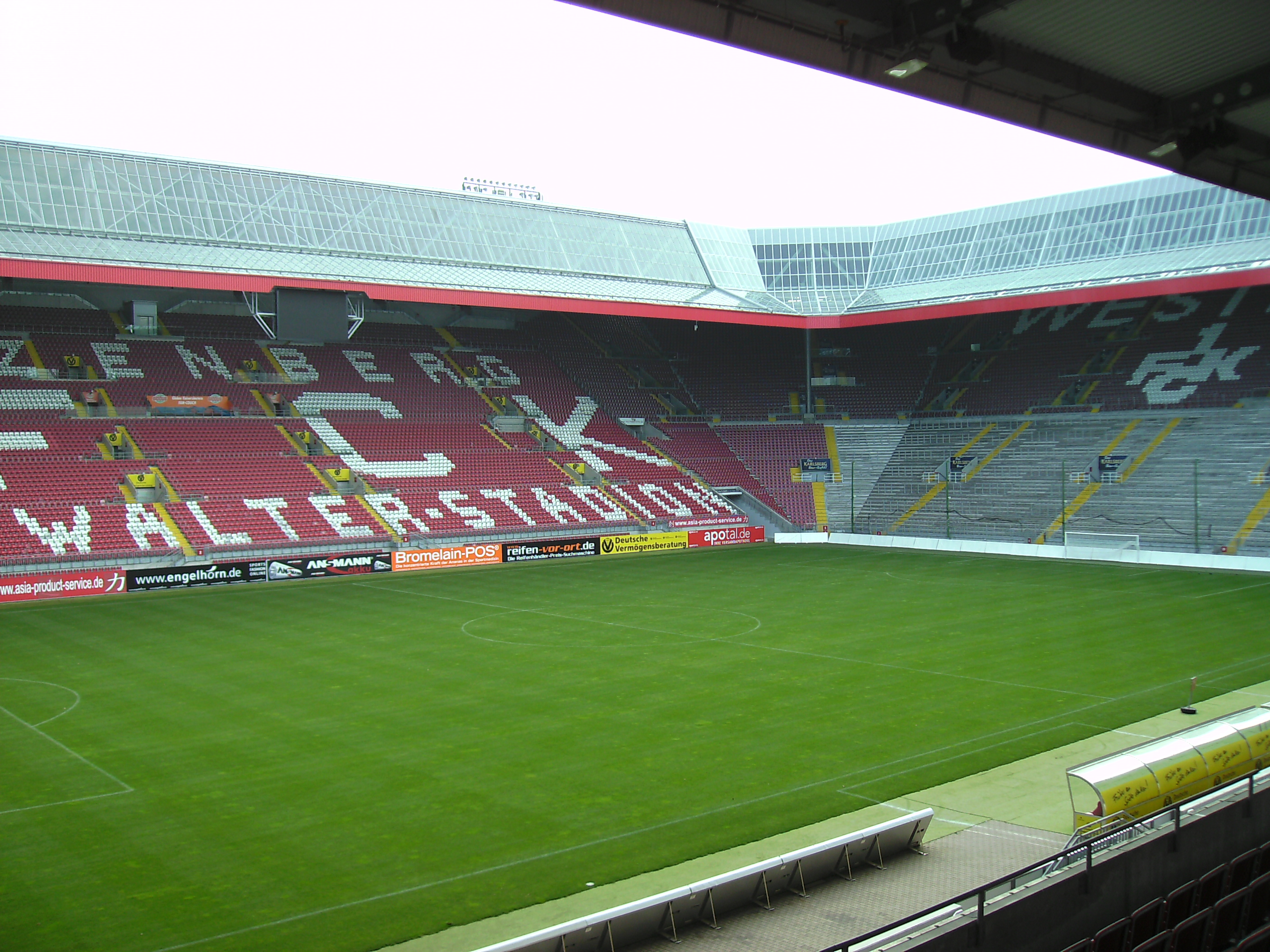
Fritz-Walter-Stadion

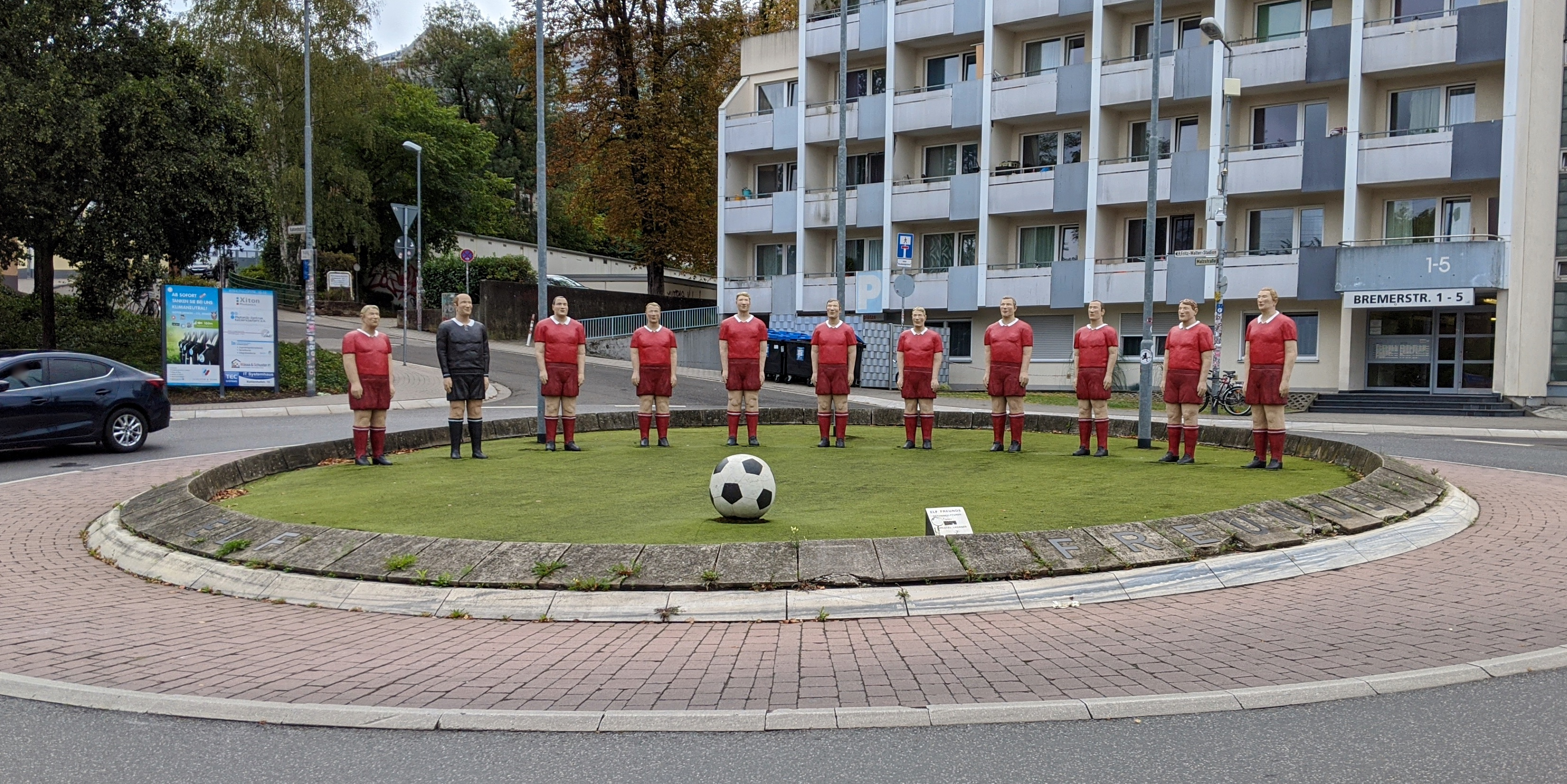
Der Elf-Freunde-Kreisel in der Nähe des Fritz-Walter-Stadions

Unter Sport in Kaiserslautern werden die herausragenden sportlichen Aktivitäten im Kaiserslauterer Breiten- und Profisport zusammengefasst. 

## Fußball
Bekannt ist Kaiserslautern vor allem durch seinen Fußballclub 1. FC Kaiserslautern und durch seine Rolle als einer der Austragungsorte der Fußball-Weltmeisterschaft 2006. Der zweitgrößte Fußballverein der Stadt, der VfR Kaiserslautern, spielte während der 1950er Jahre in der Oberliga Südwest.
Der SV Morlautern aus dem Stadtteil Morlautern stieg zur Saison 2016/17 zum ersten Mal in die Oberliga Rheinland-Pfalz/Saar auf. Im Jahr 2017 gewann der Verein erstmals den Südwestpokal.

## American Football
Die American-Football-Mannschaft des inzwischen aufgelösten Vereins Kaiserslautern Warriors spielte 1993 eine Saison in der zweiten Football-Bundesliga (seit 2008 German Football League 2, kurz GFL2). Die Kaiserslautern Pikes wurden 2008 Meister der Regionalliga Mitte und spielten 2009 in der GFL 2. Nach dem Abstieg gelang 2011 erneut der Wiederaufstieg in die GFL2 nach einer Perfect Season in der Regionalliga Mitte. Die Saison 2012 beendeten die Kaiserslautern Pikes mit dem 3. Tabellenplatz der GFL2. Nach einer Perfect Season 2021 stiegen die Kaiserslautern Pikes erneut in die Regionalliga Mitte auf.

## Sonstige Sportarten
Die TSG Kaiserslautern gehörte zu den Gründungsmitgliedern der Feldhockey-Bundesliga der Herren. Außerdem gibt es eine Baseballmannschaft, die Kaiserslautern Bears. Die Sportkegler der TSG Kaiserslautern spielen in der 2. Bundesliga des DKBC.
Die aus der Basketballabteilung des 1. FC Kaiserslautern hervorgegangenen Saar-Pfalz Braves spielten in der zweithöchsten Basketballliga Deutschlands Pro A, sind jedoch nach Homburg abgewandert, da in Kaiserslautern keine geeignete Halle zur Verfügung stand.
Im Rollstuhlsport war Kaiserslautern mit den FCK Rolling Devils vertreten. Die 2009 beim 1. FC Kaiserslautern gegründete und später eigenständige Rollstuhlbasketballmannschaft spielte von 2014 bis 2016 in der 1. Bundesliga.
Der 1. TKC 1986 Kaiserslautern gehörte mit seiner ersten Mannschaft zu den besten Teams der zweiten Tipp-Kick-Bundesliga und richtete 2006 die Deutsche Tipp-Kick-Meisterschaft aus. Der Verein errang in der Saison 2012/13 die Meisterschaft in der zweiten Bundesliga Süd und spielt in der neuen Saison zum ersten Mal in der ersten Bundesliga des Deutschen Tipp-Kick-Verbands (DTKV).
Die erste Herrenmannschaft der Handballabteilung des Vereins TuS 04 Kaiserslautern-Dansenberg aus dem gleichnamigen Vorort spielte in der Saison 1983/84 und 1991–1993 in der 2. Handball-Bundesliga.
Der Schwergewichtsboxer Karl Mildenberger, der 1966 als Herausforderer gegen Muhammad Ali im Kampf um die Weltmeisterschaft unterlag, wurde 1937 in Kaiserslautern geboren.